# Cazinoul Muncitoresc din Petroșani

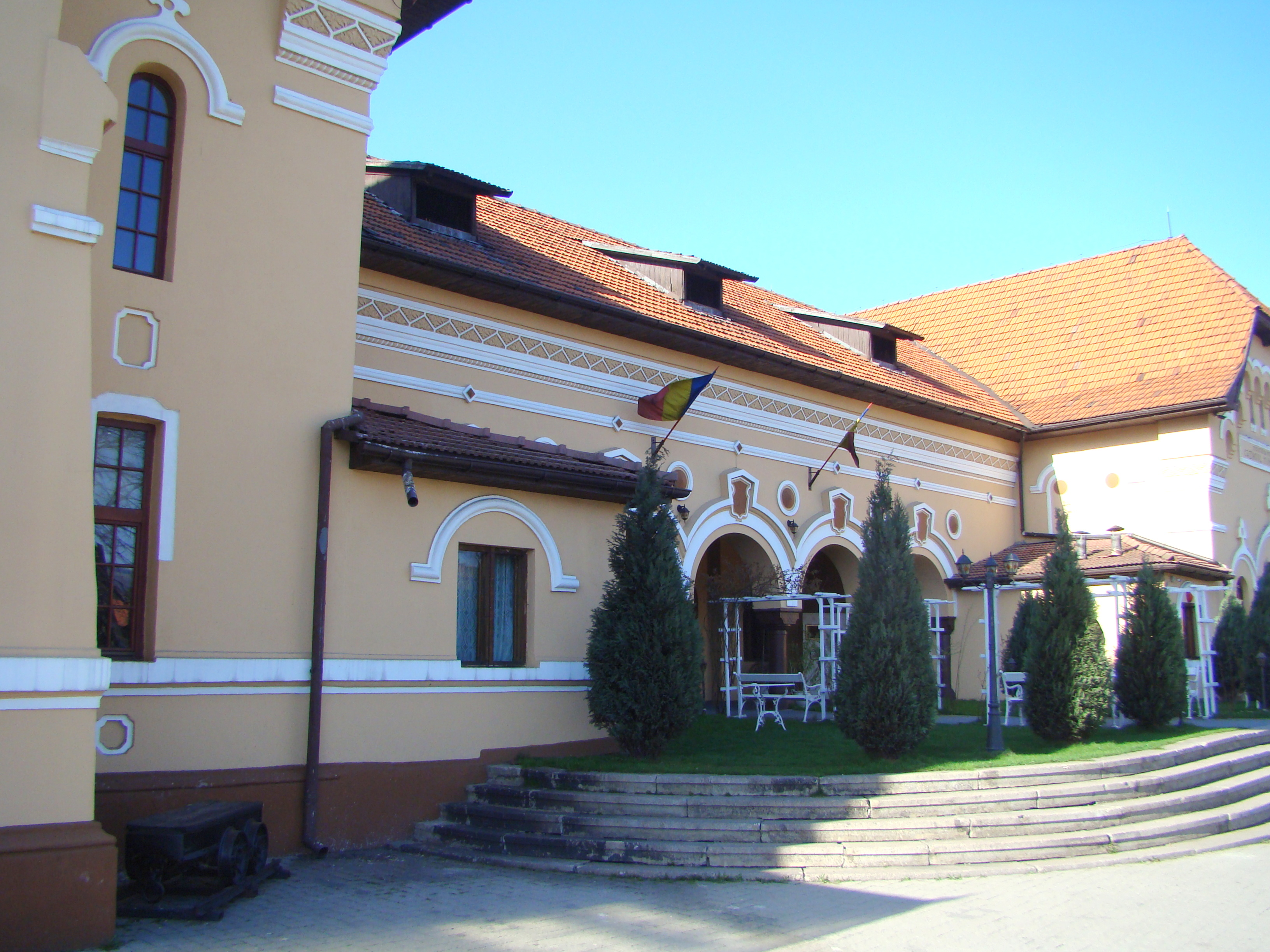
Cazinoul Muncitoresc din Petroșani (aprilie 2018)

Cazinoul Muncitoresc este un monument istoric aflat pe teritoriul municipiului Petroșani.

## Istoric și trăsături
Clădirea fostului Cazinou Muncitoresc este amplasată în colonia de jos a Petroșaniului. A fost construită între anii 1923-1925 și avea  în dotare o sală de spectacole cu 500 de locuri, o bibliotecă cu 1.400 de volume, un restaurant și o sufragerie. Cazinoul a intrat în folosință cu o proiecție cinematografică derulată în ziua de 25 octombrie 1925, iar o zi mai târziu a avut loc un mare bal, la care au fost prezenți și reprezentanții Societății Miniere „Petroșani”.
În anul 1938 în clădirea Cazinoului funcționa cel mai performant cinematograf din provincie, dotat cu un aparat de proiecție pentru film sonor marca „Thorderson L. M. Chicago”, al doilea din țară, după cel de la Cinematograful „ARO“ din București.
Pe scena acestui cazinou muncitoresc s-au perindat numeroase trupe de teatru și mari personalități artistice: Constantin Nottara, Constantin Tănase și George Enescu.
După cel de-al Doilea Război Mondial Cazinoul Muncitoresc a fost desființat, iar în clădire a funcționat, în urma deciziei de înființare nr. 2555/23 iunie 1948, a Ministerului Artelor și Informațiilor, Teatrul Poporului, filiala Valea Jiului. Din 1949 acesta devine Teatrul de Stat „Valea Jiului”. În mai 1981 instituția teatrală s-a mutat  în actualul sediu (construit în 1905).
Clădirea a fost preluată recent de un investitor privat, renovată și transformată în hotel și restaurant.

## Imagini

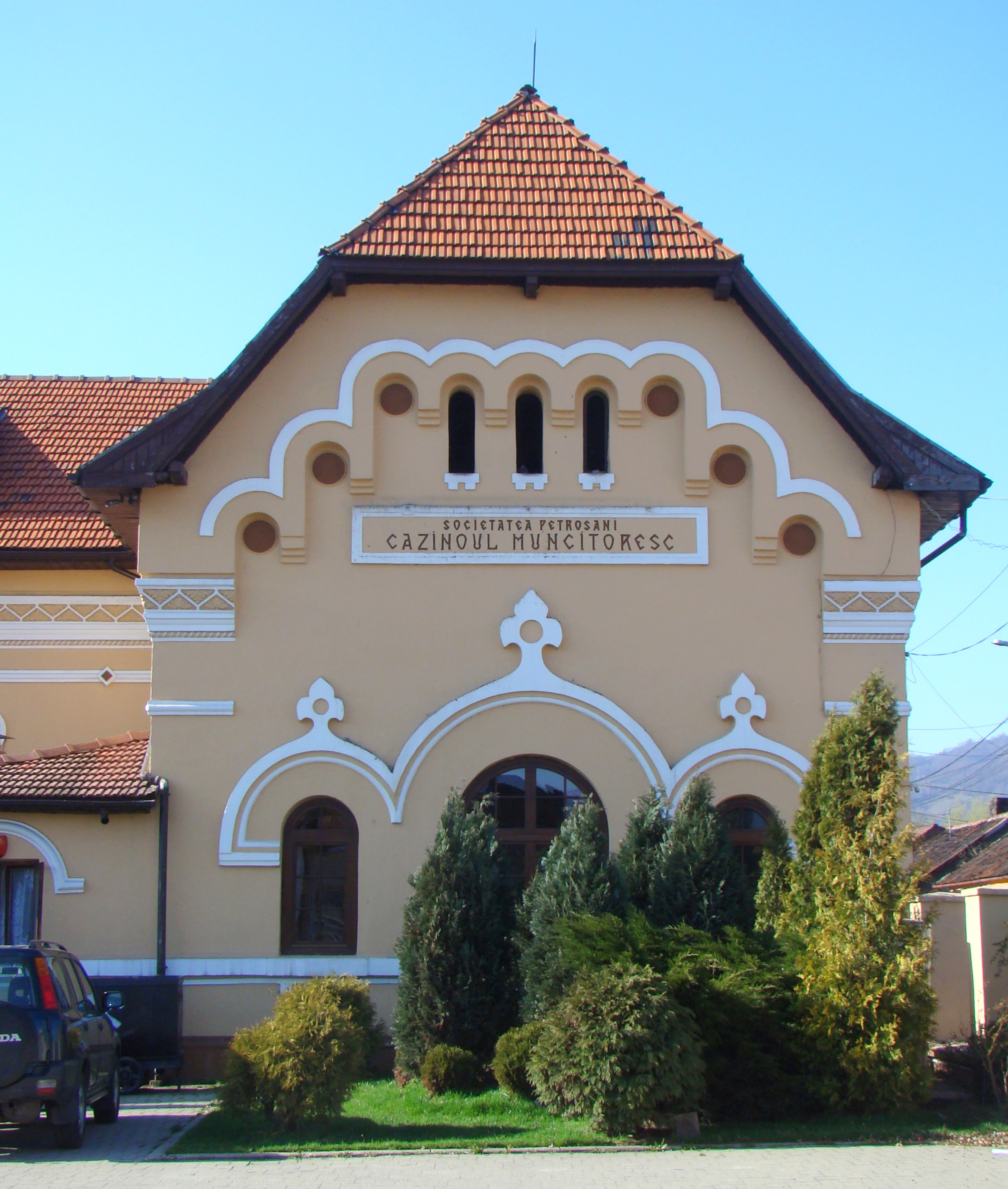
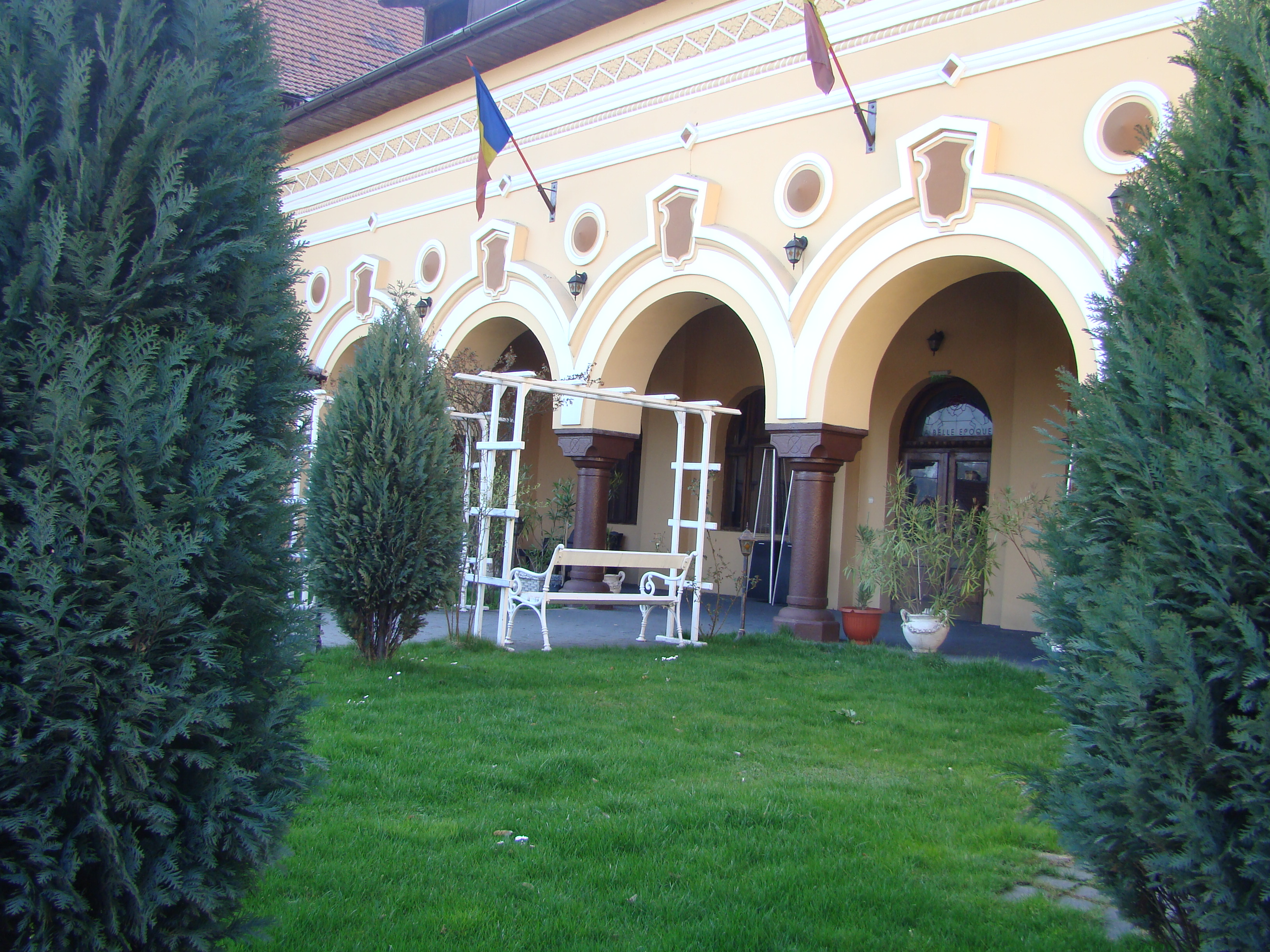
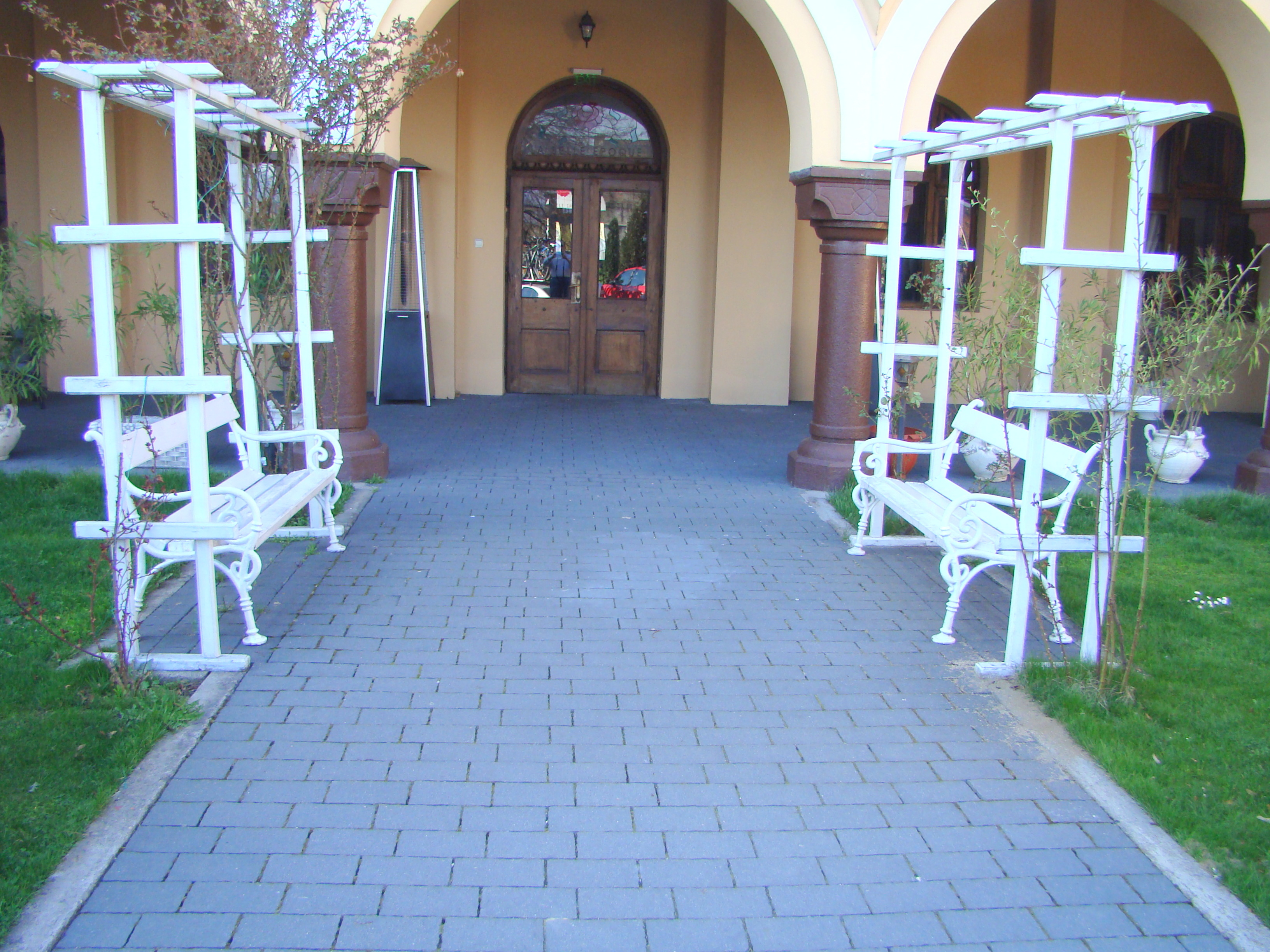
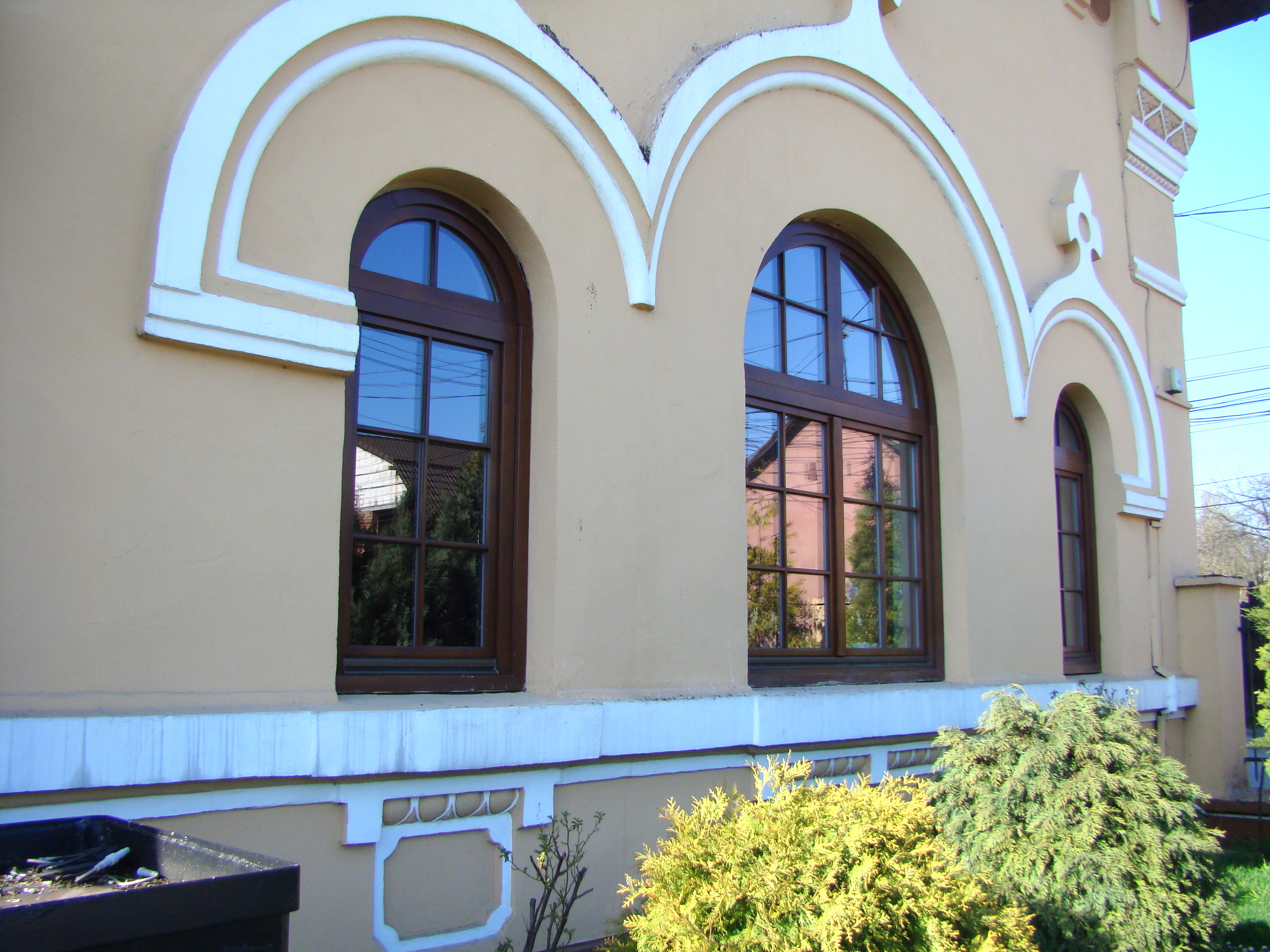
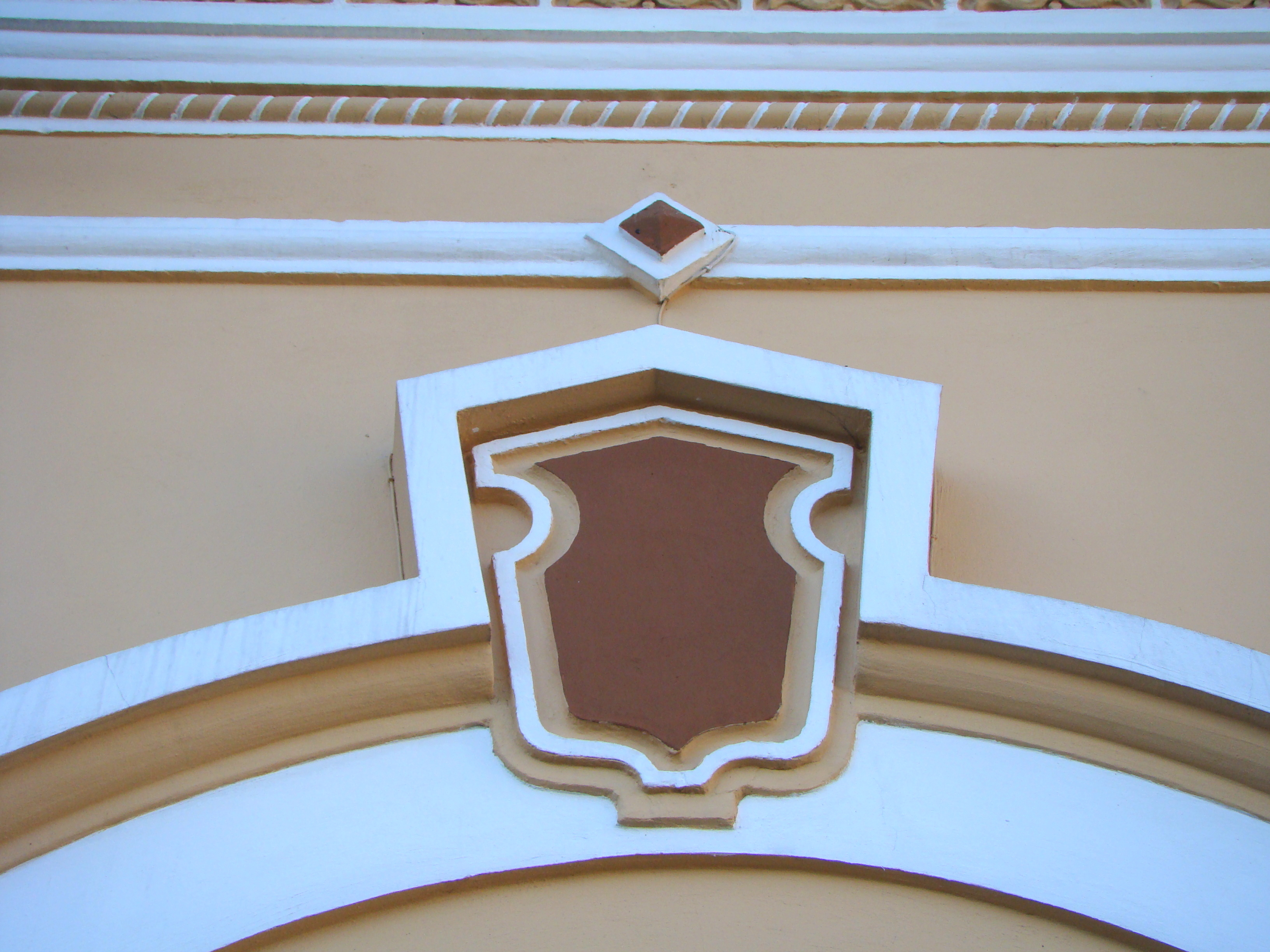
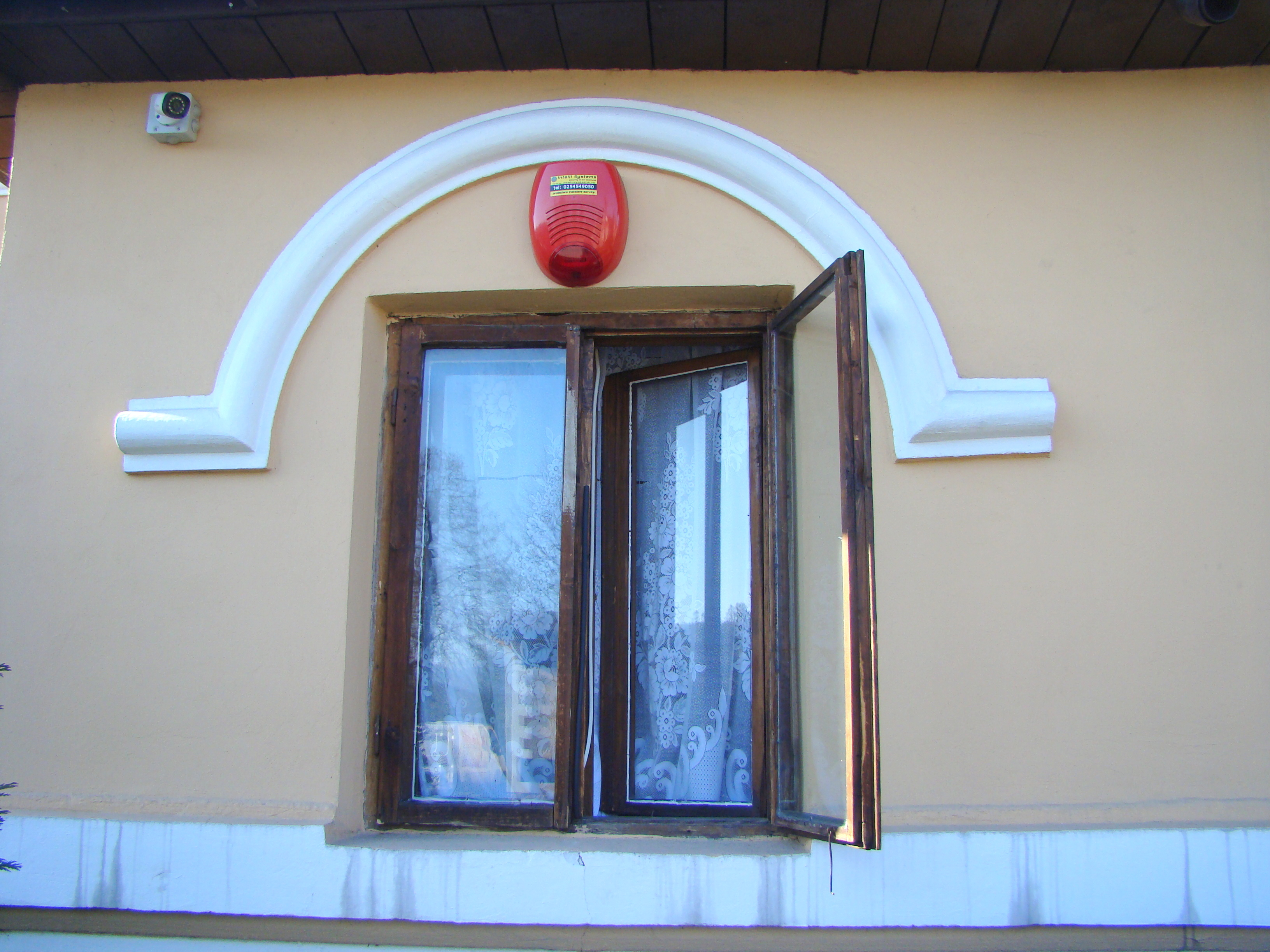
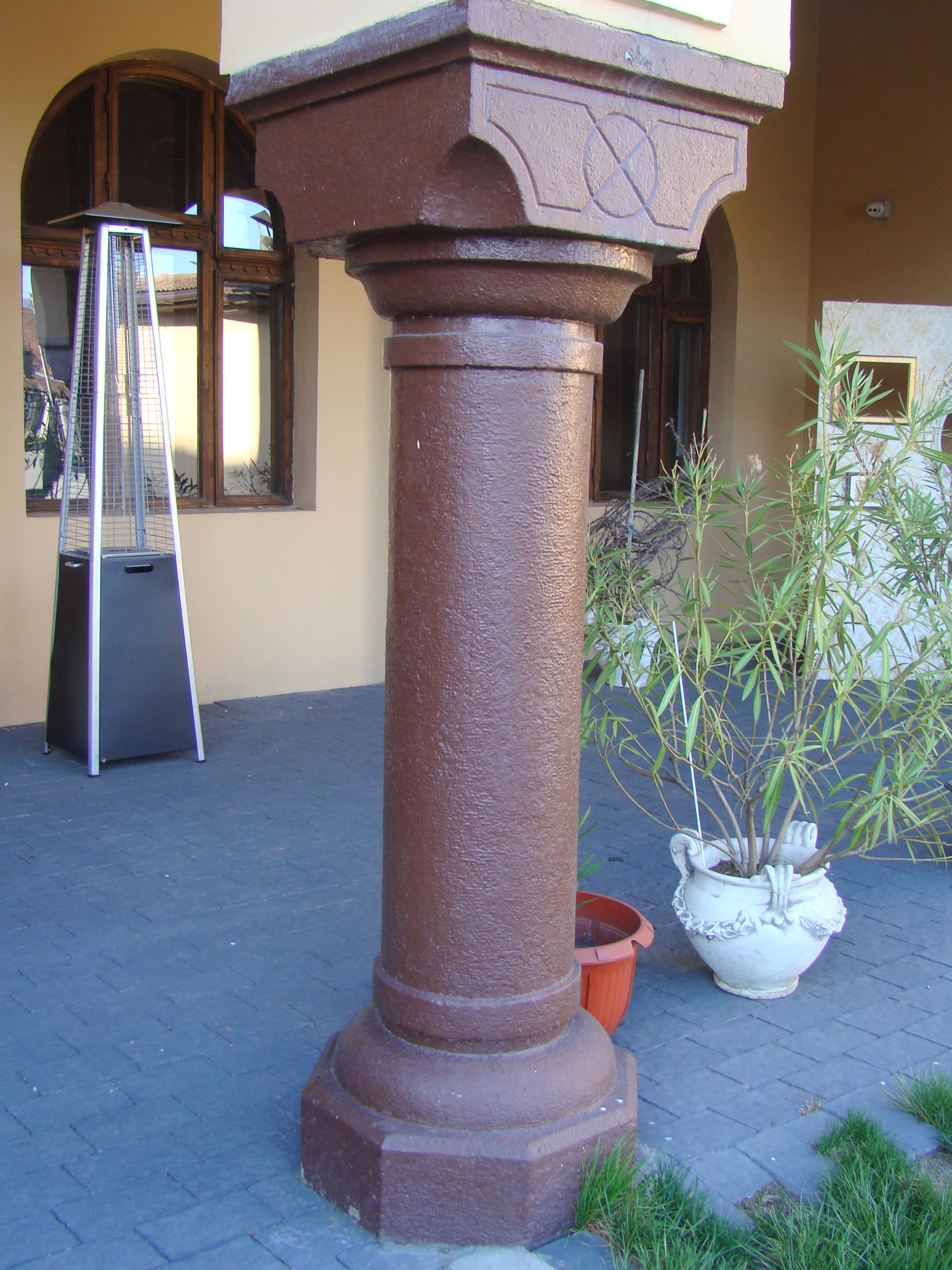
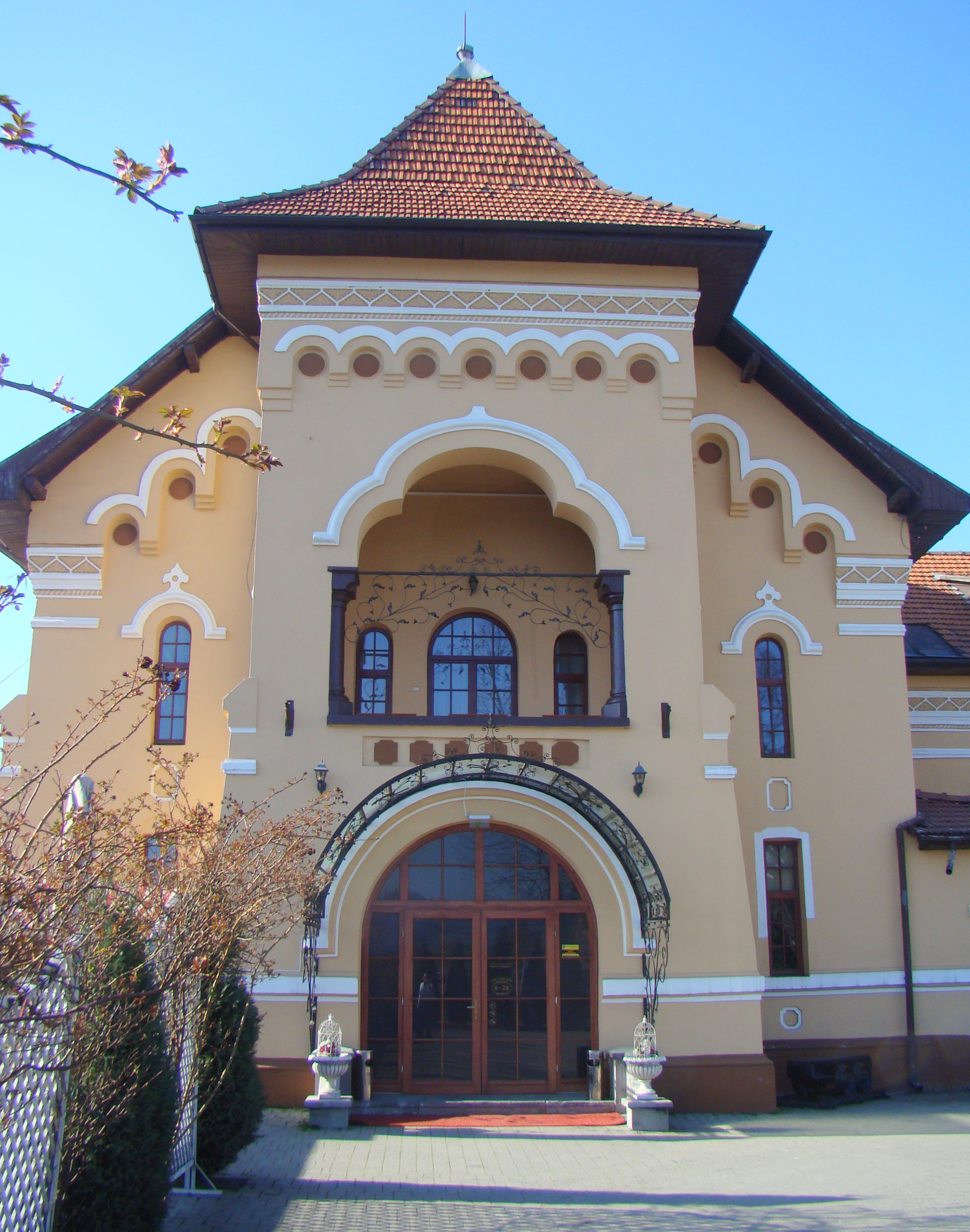
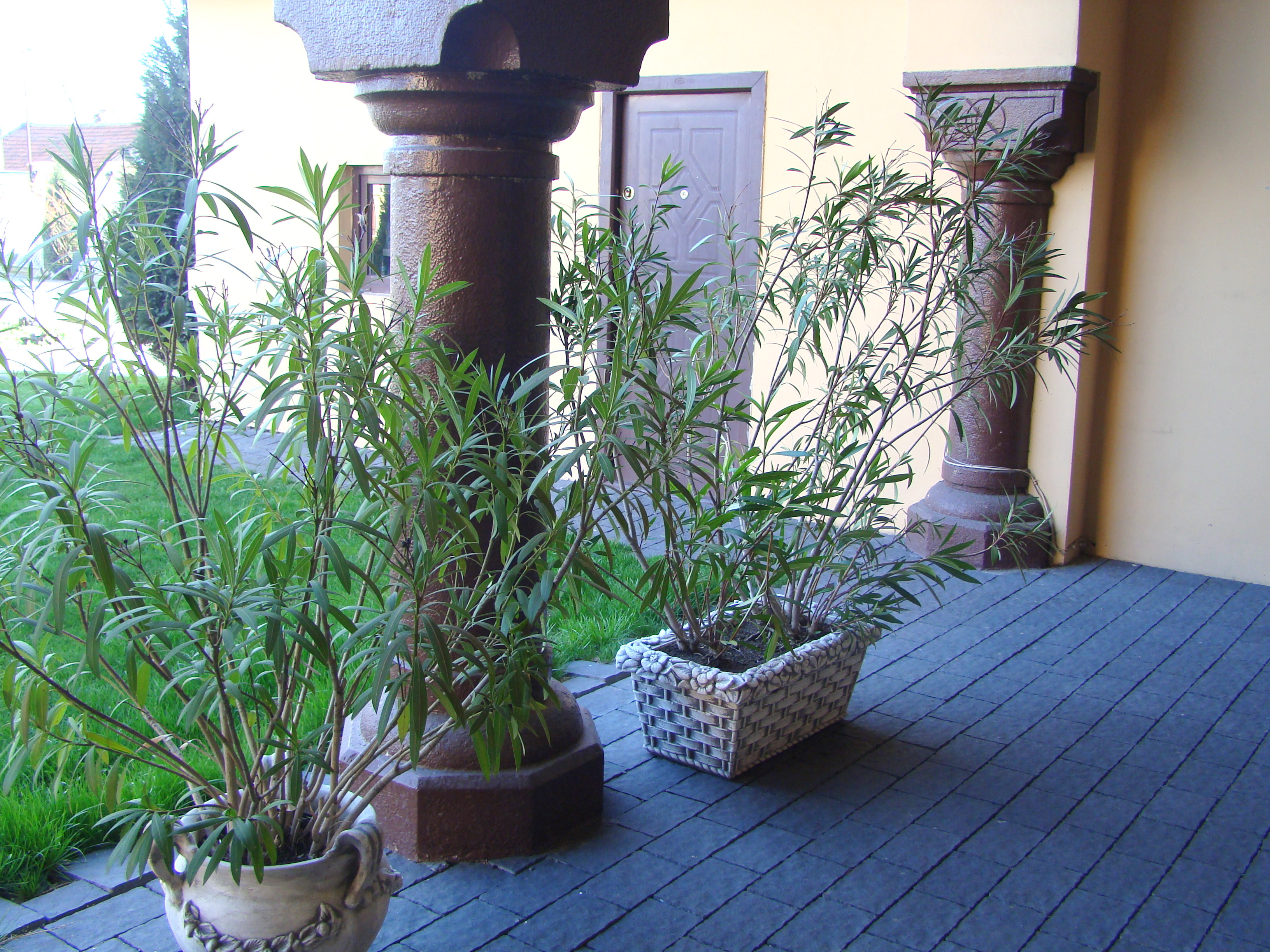
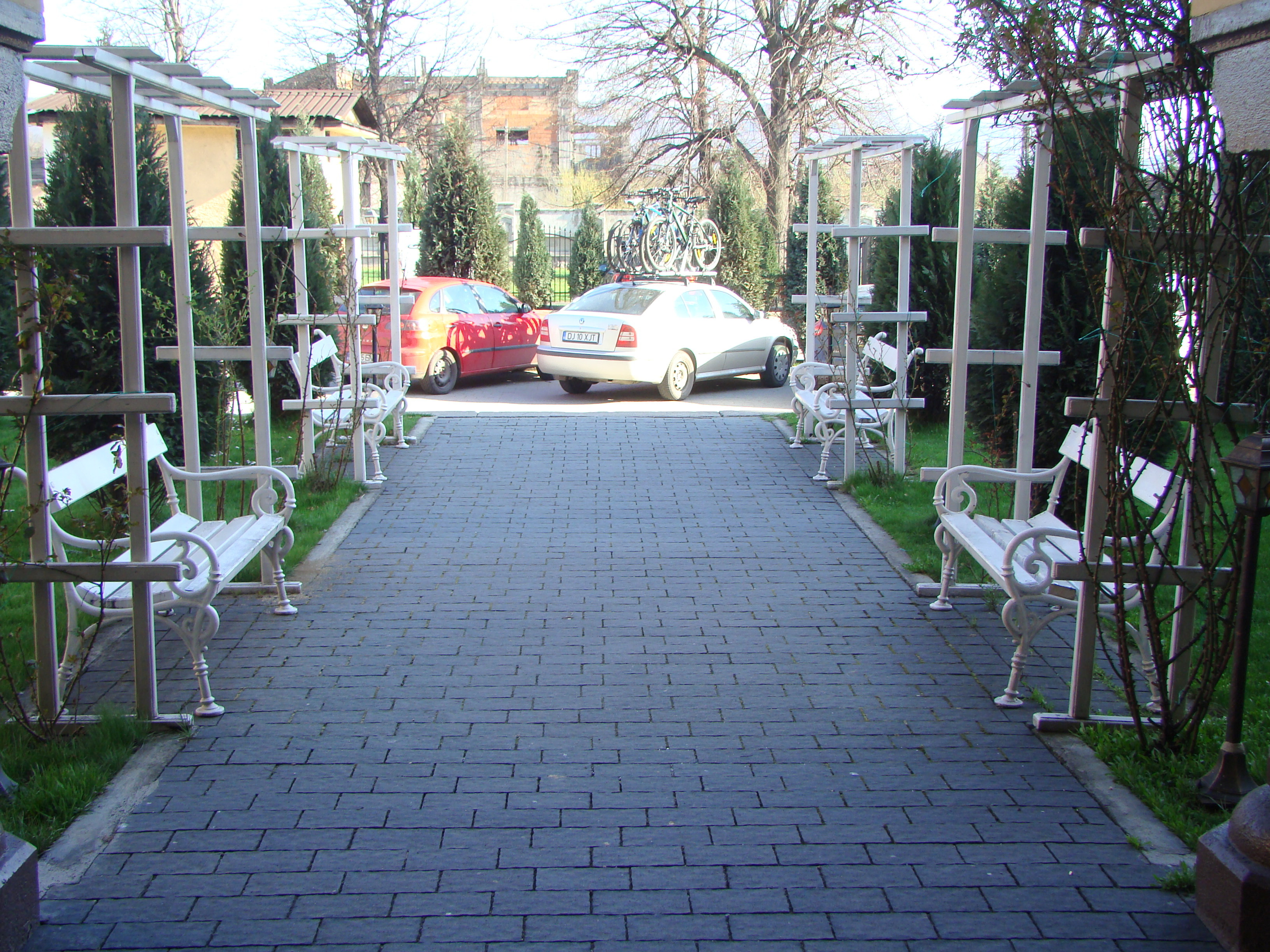
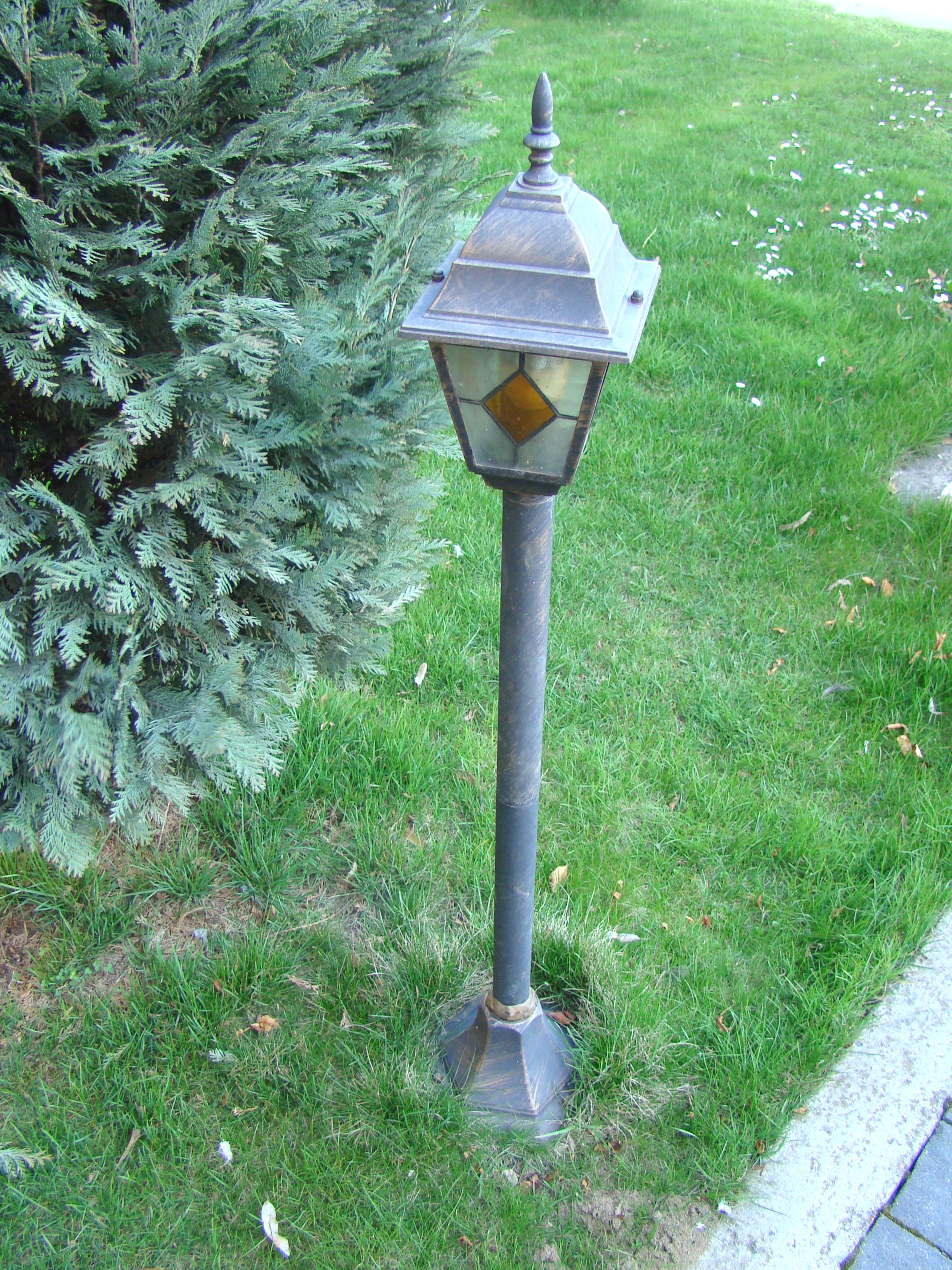
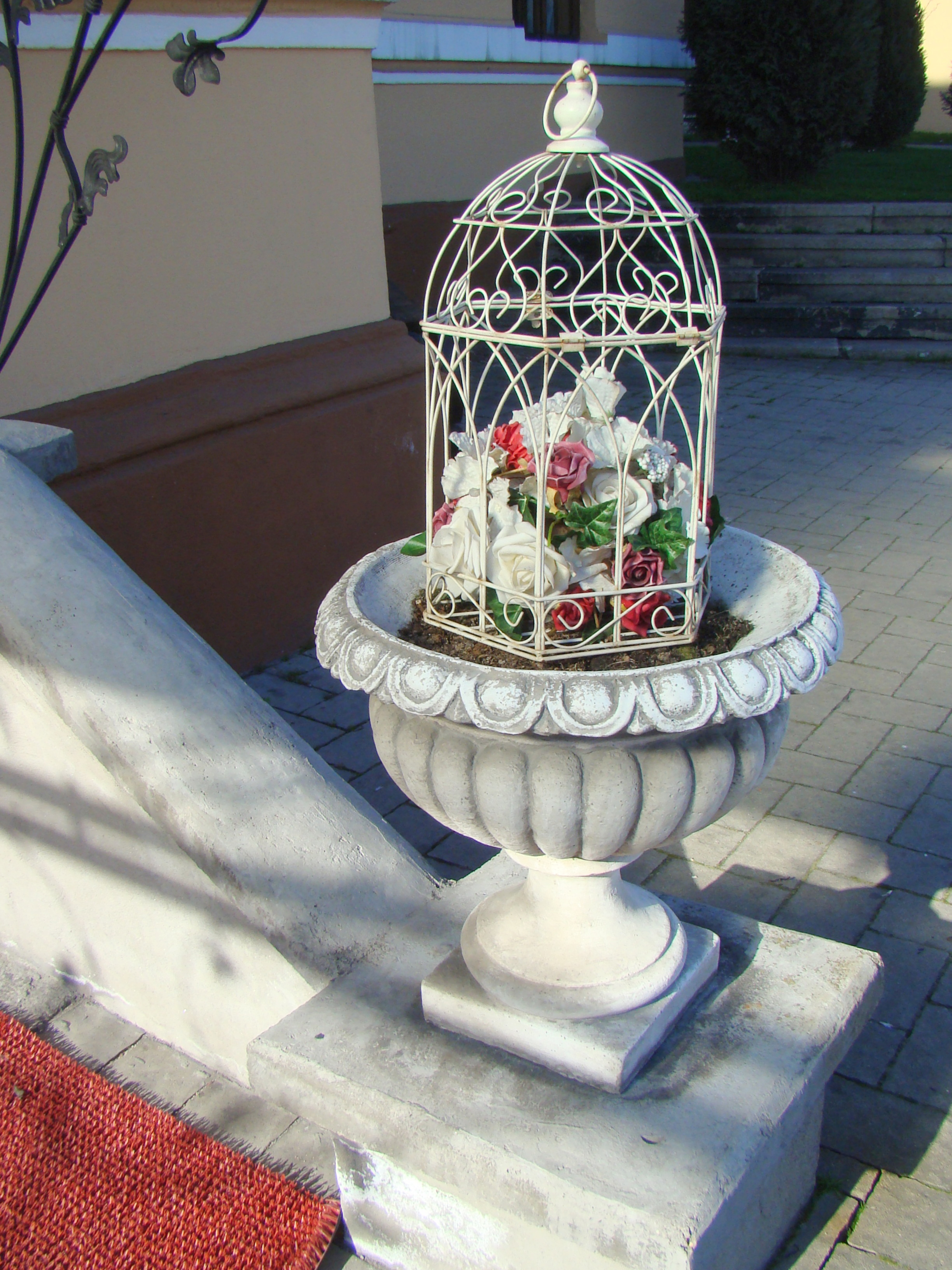
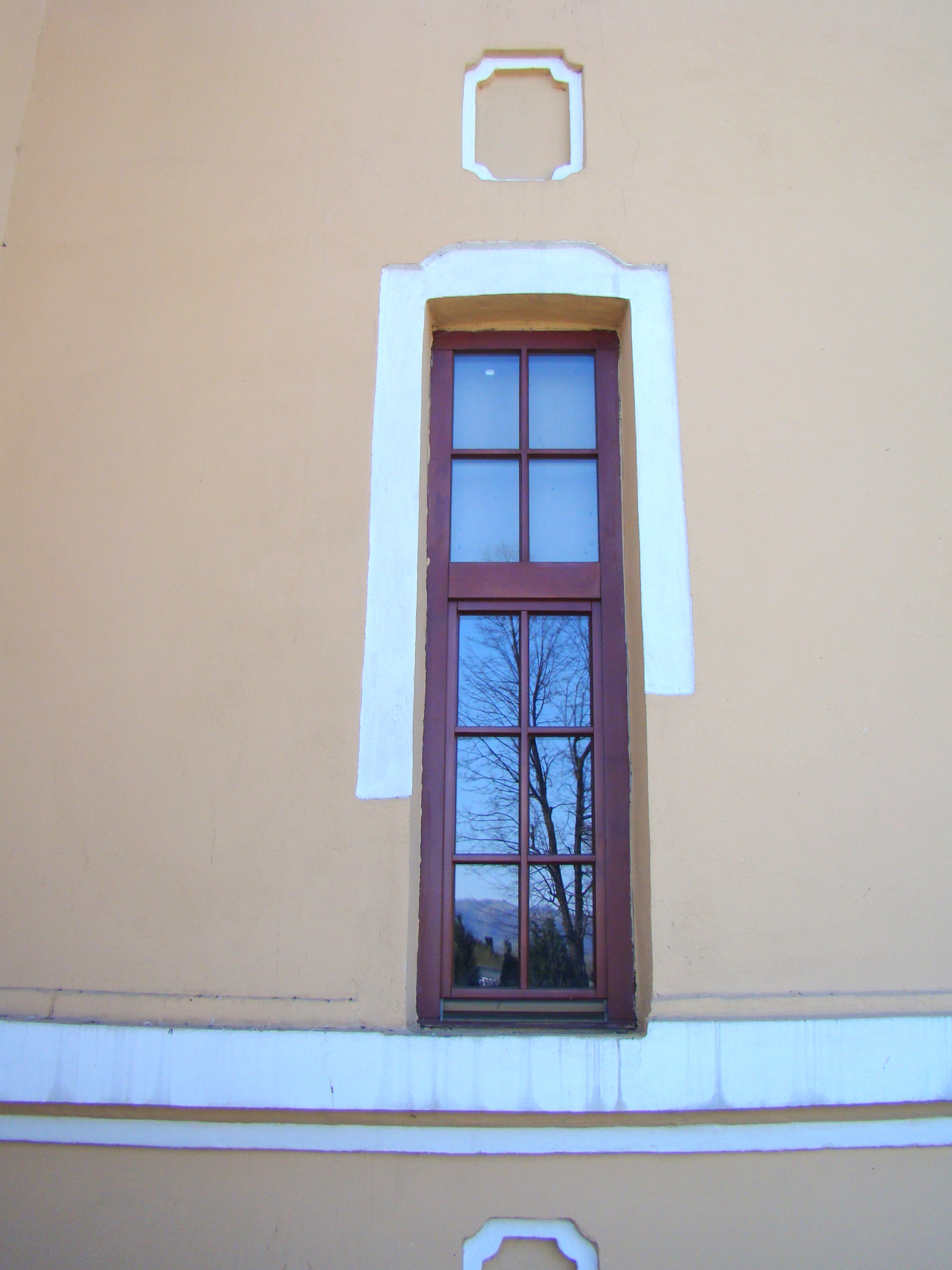
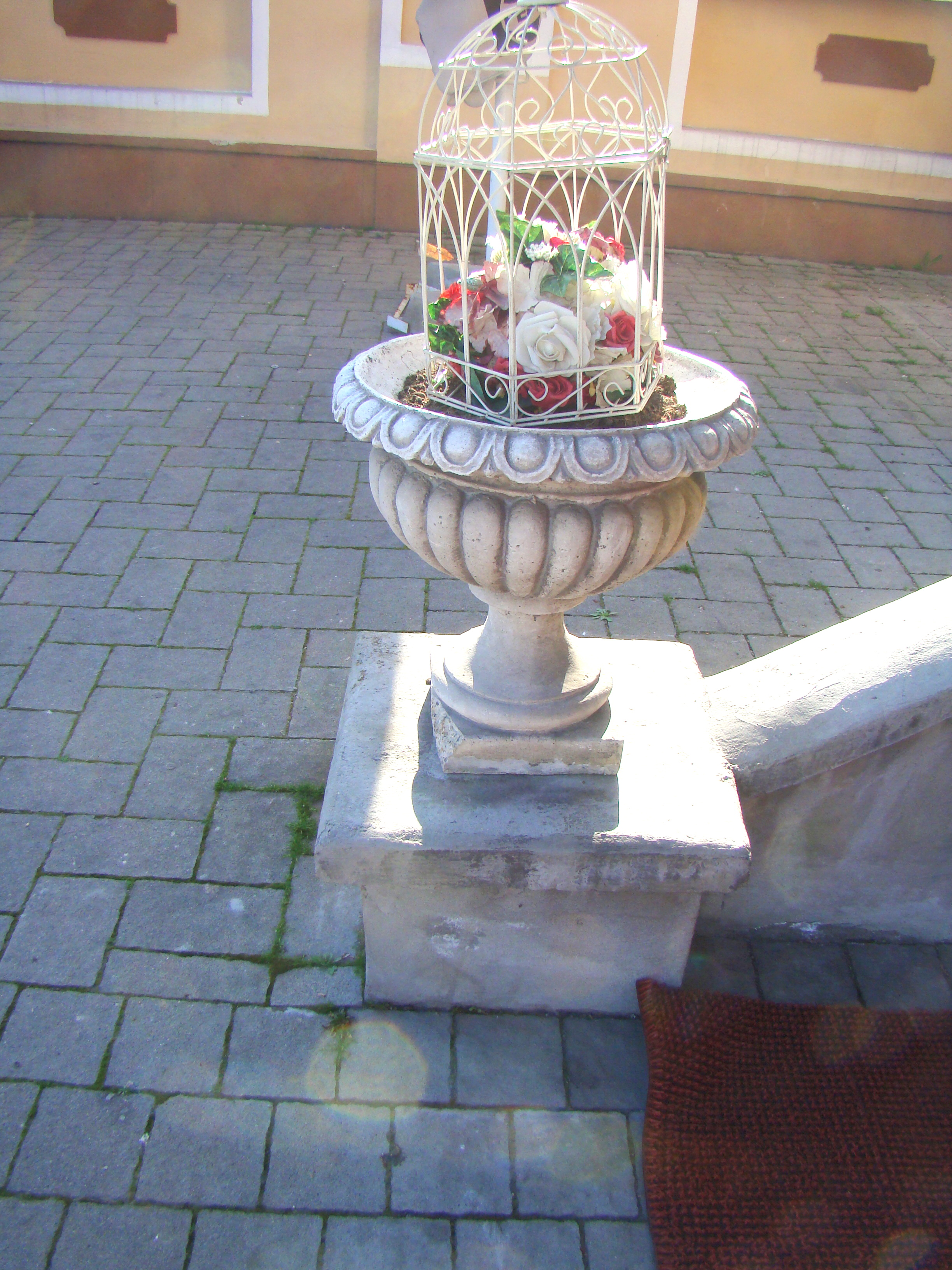
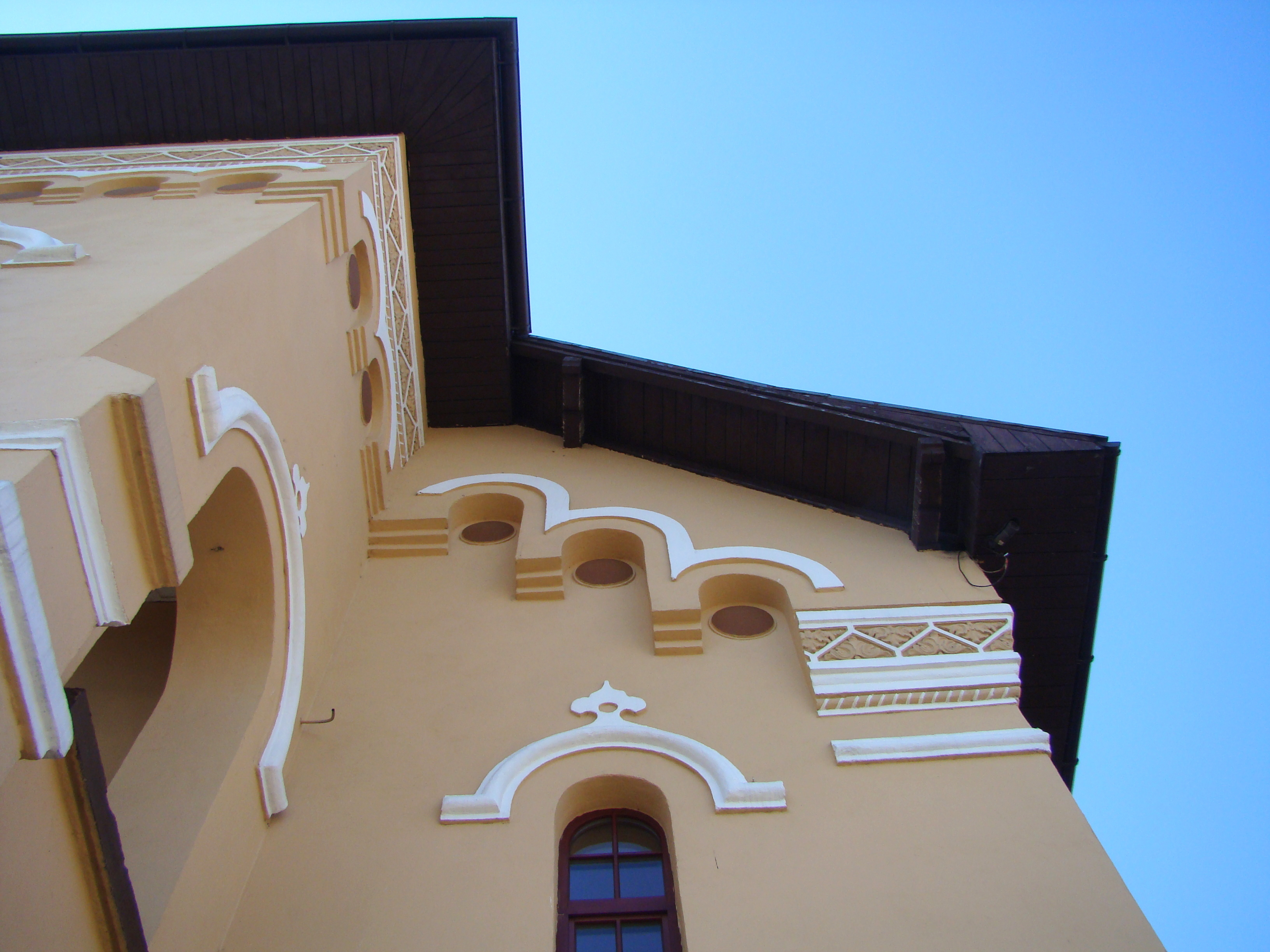
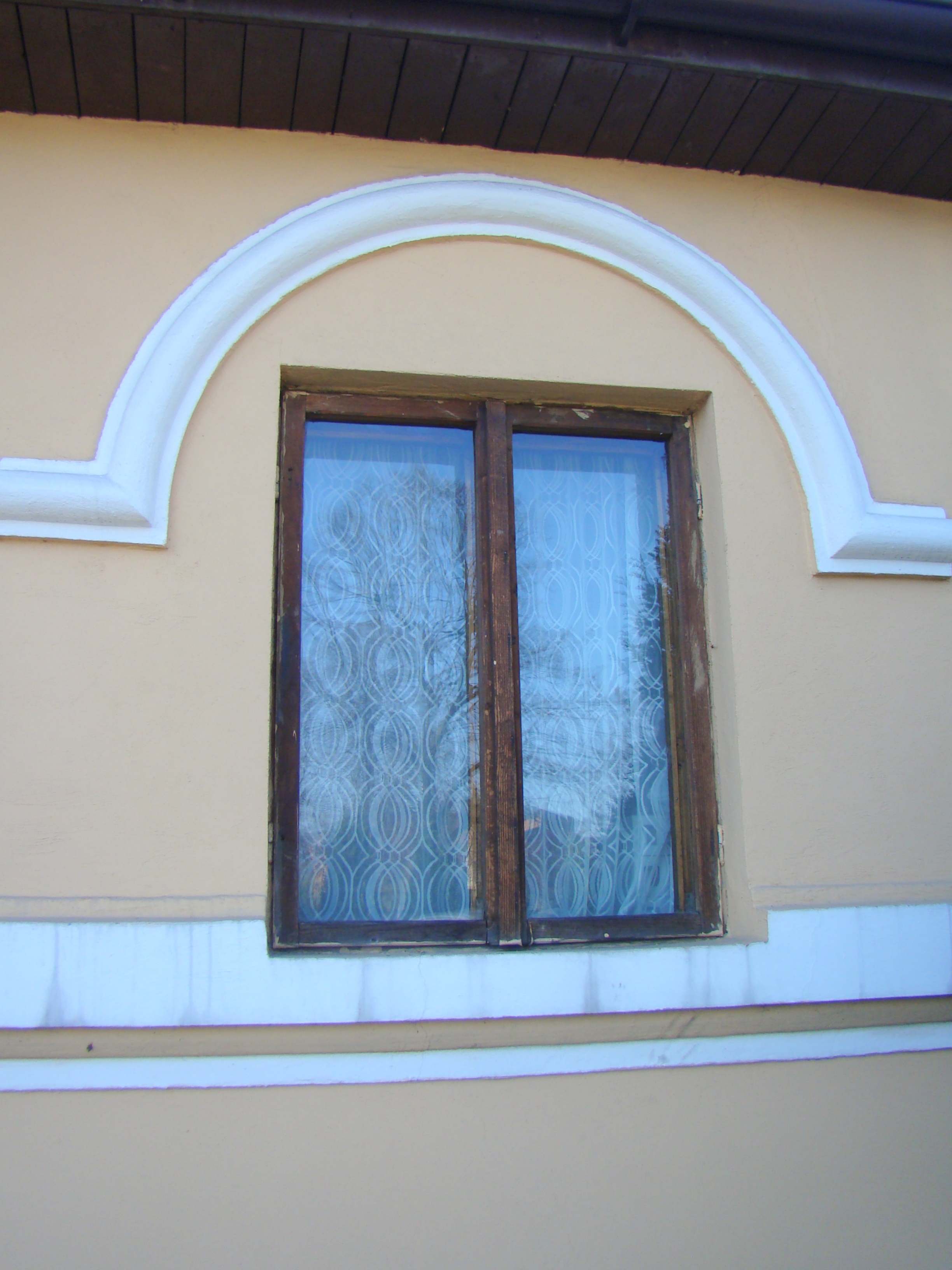
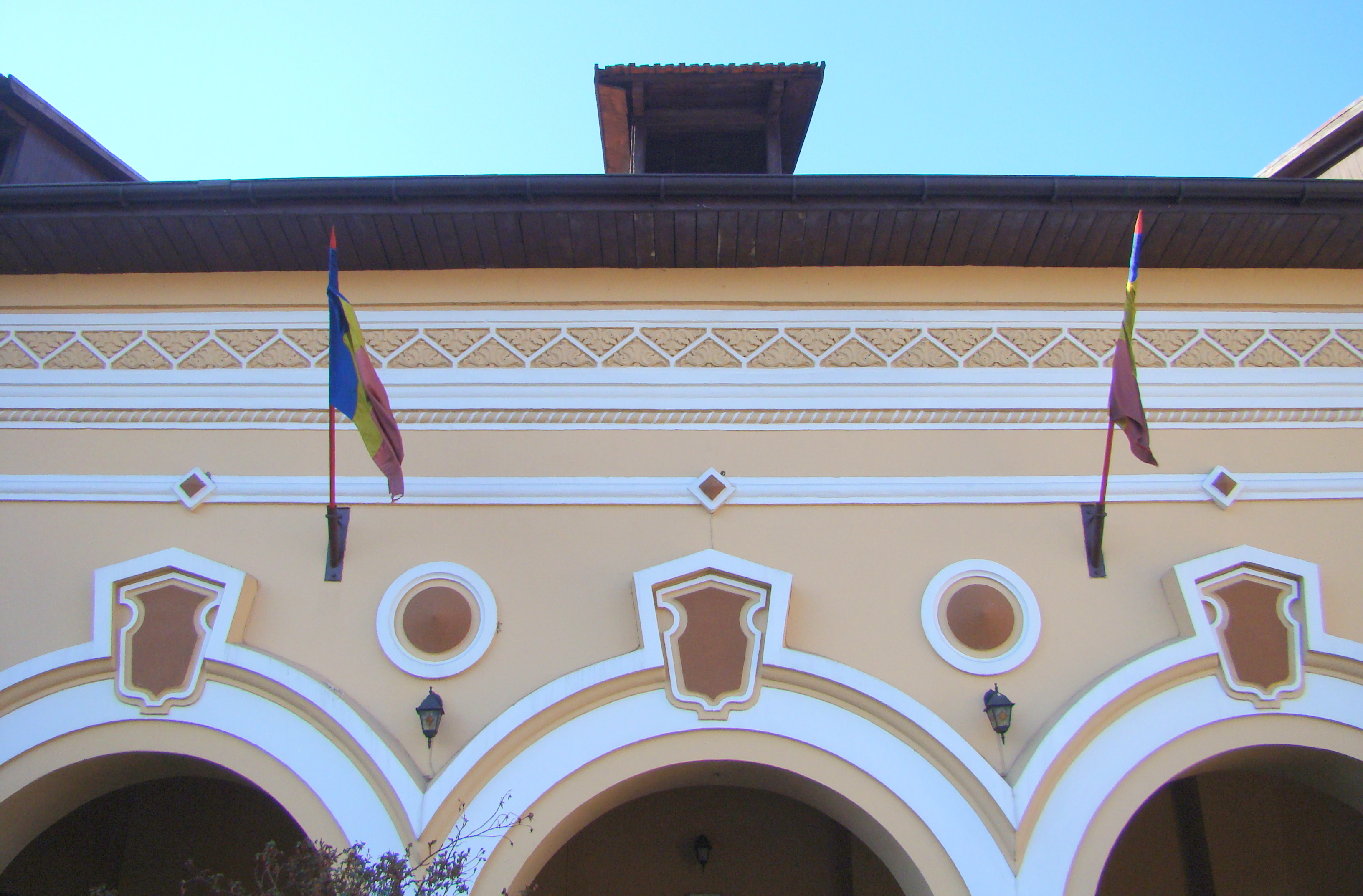
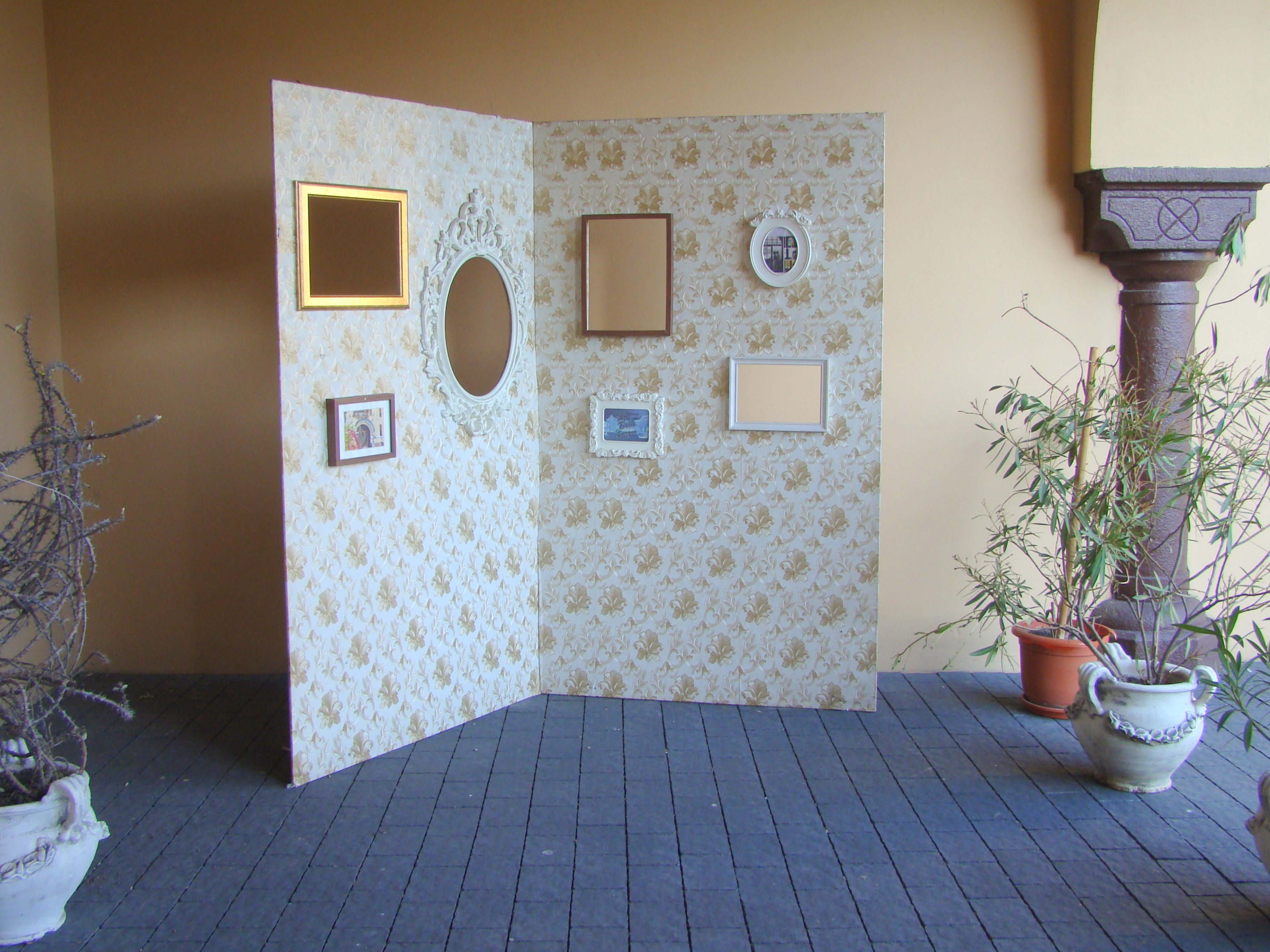
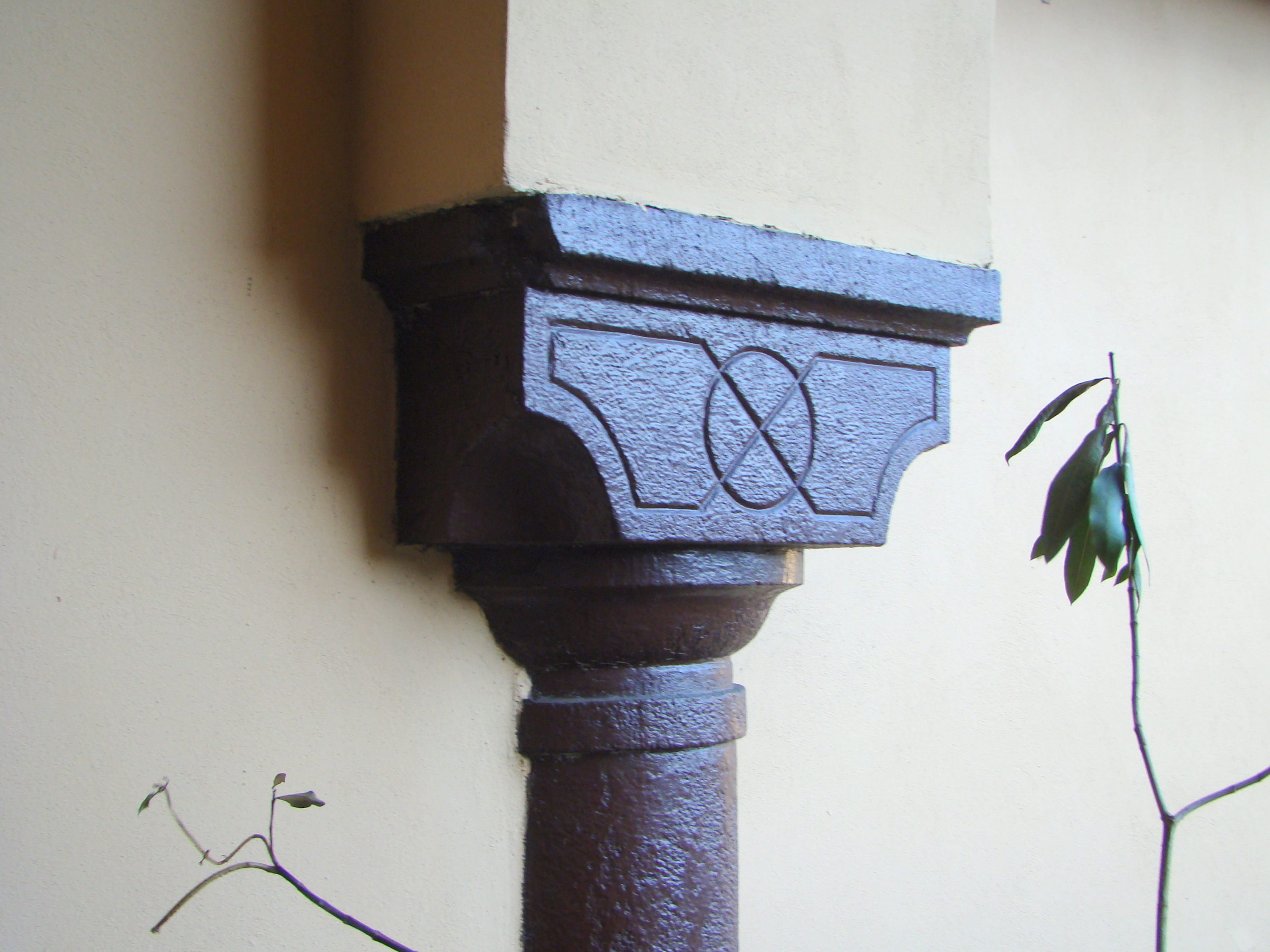
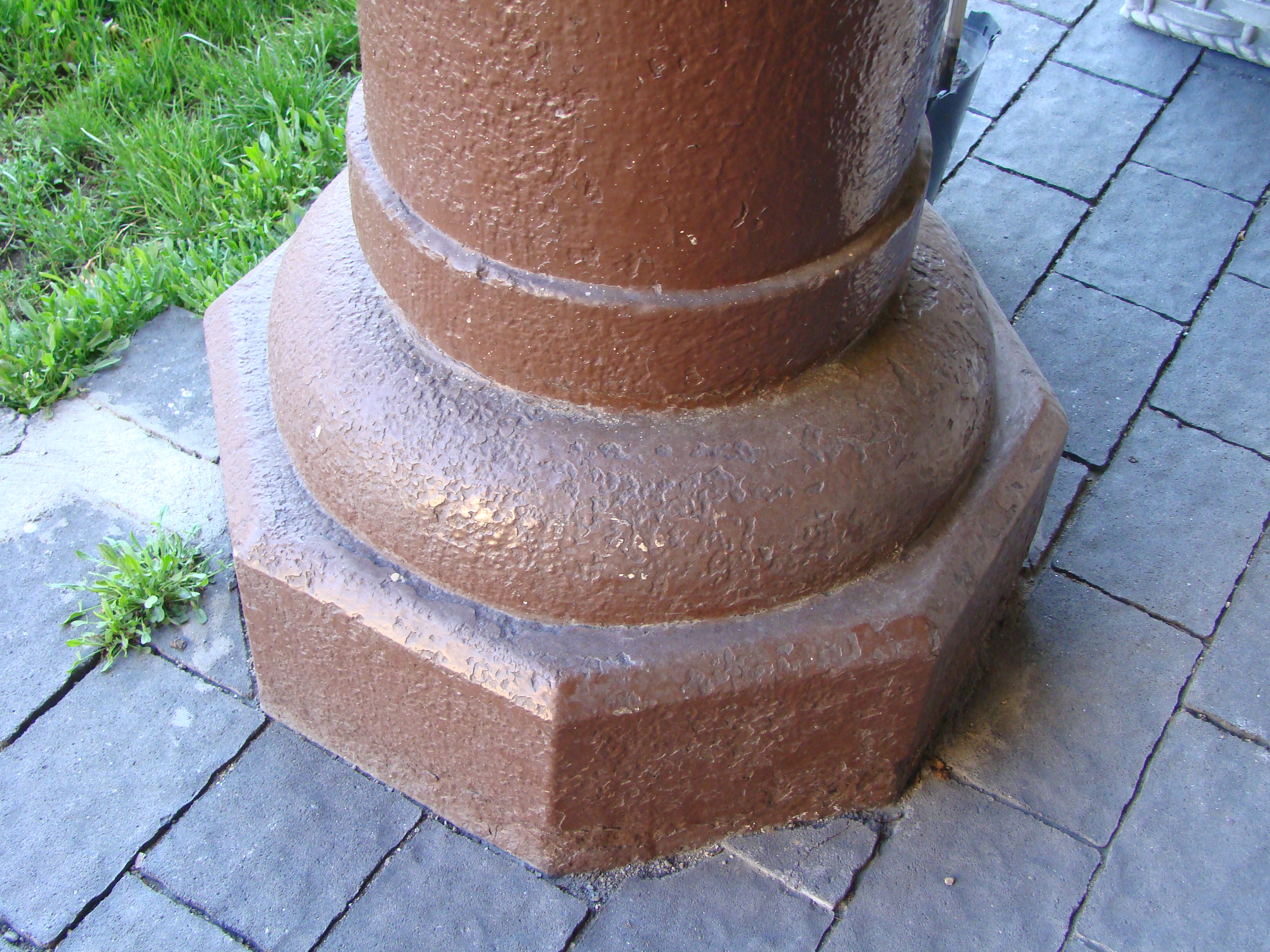
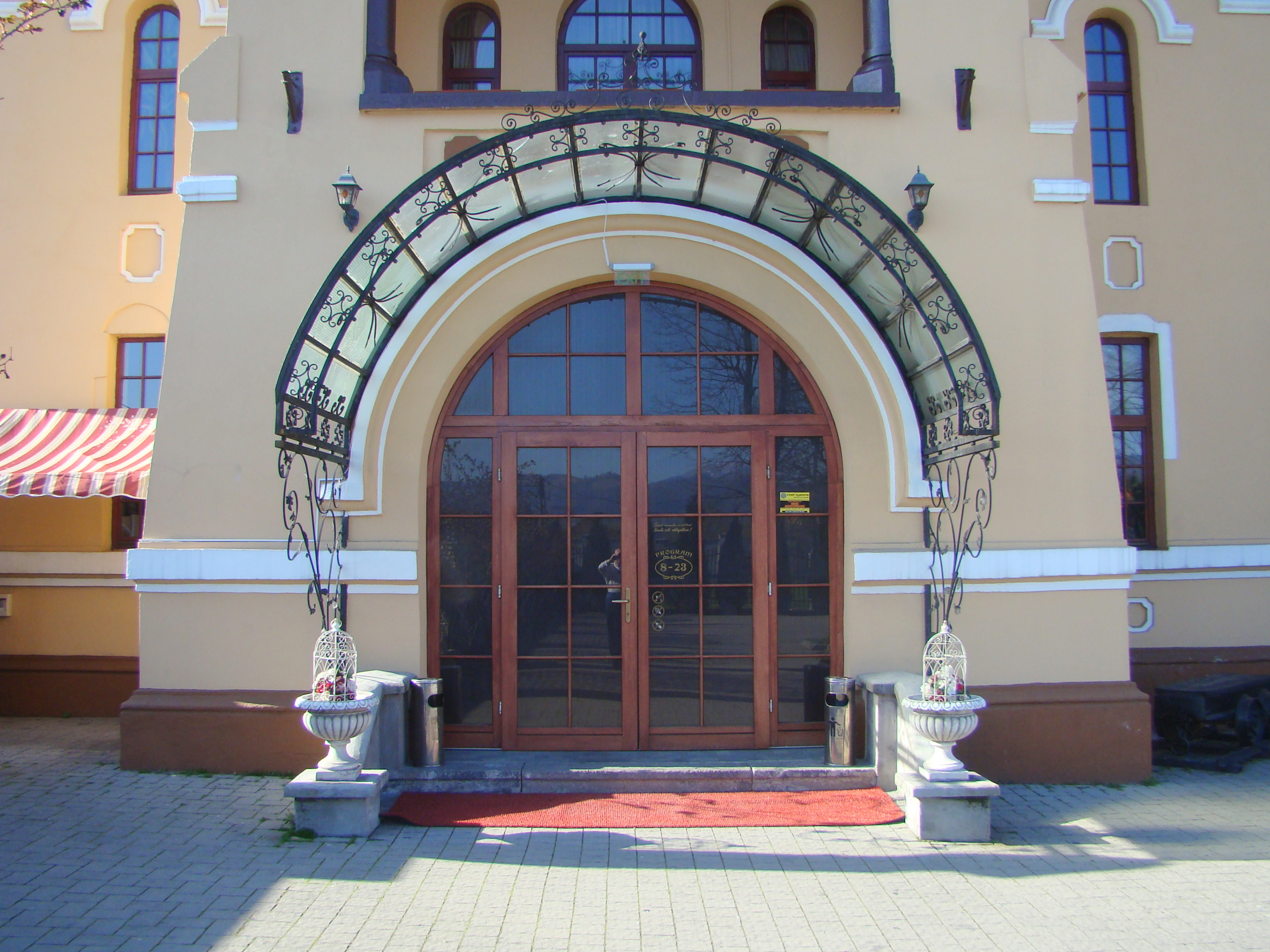
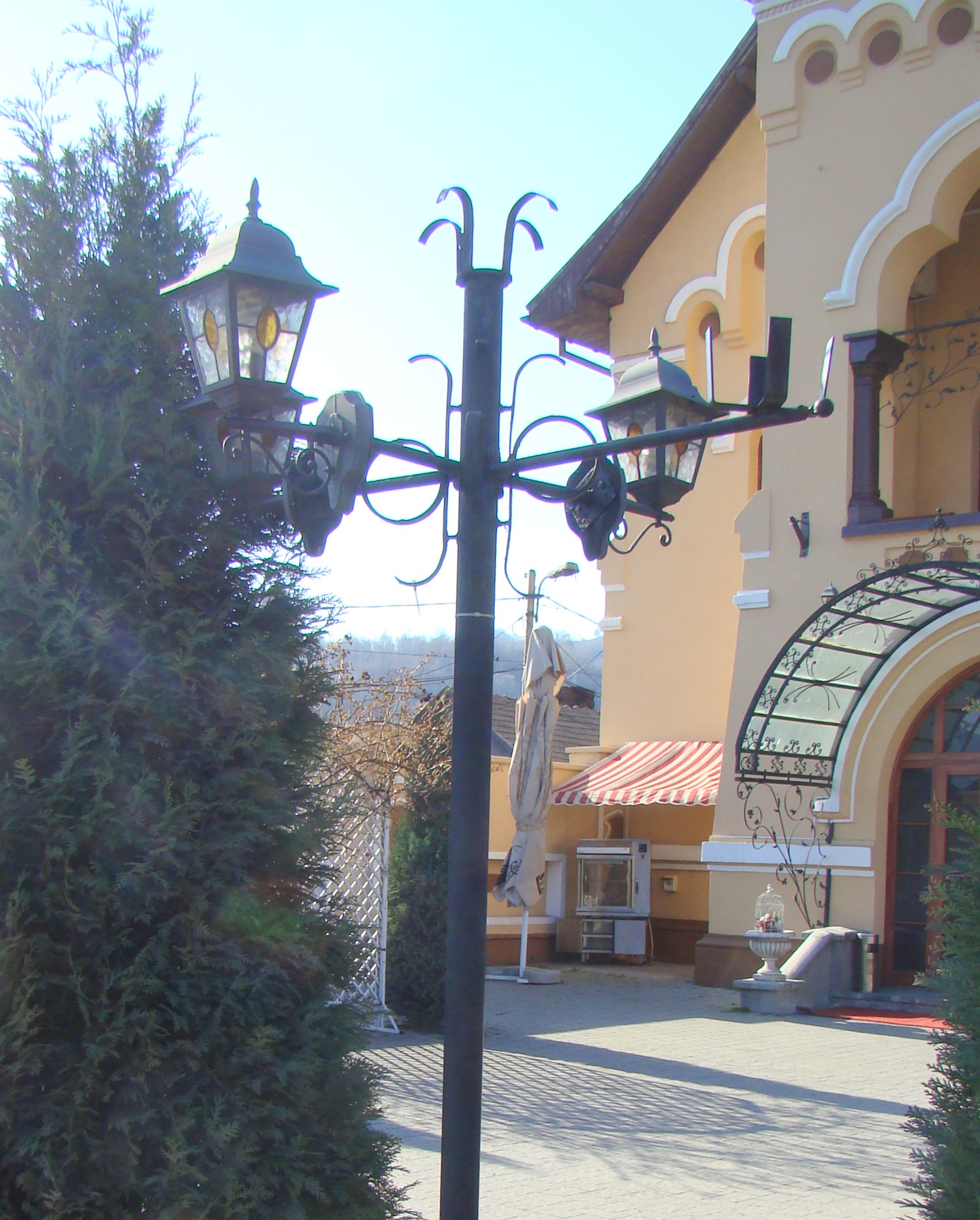
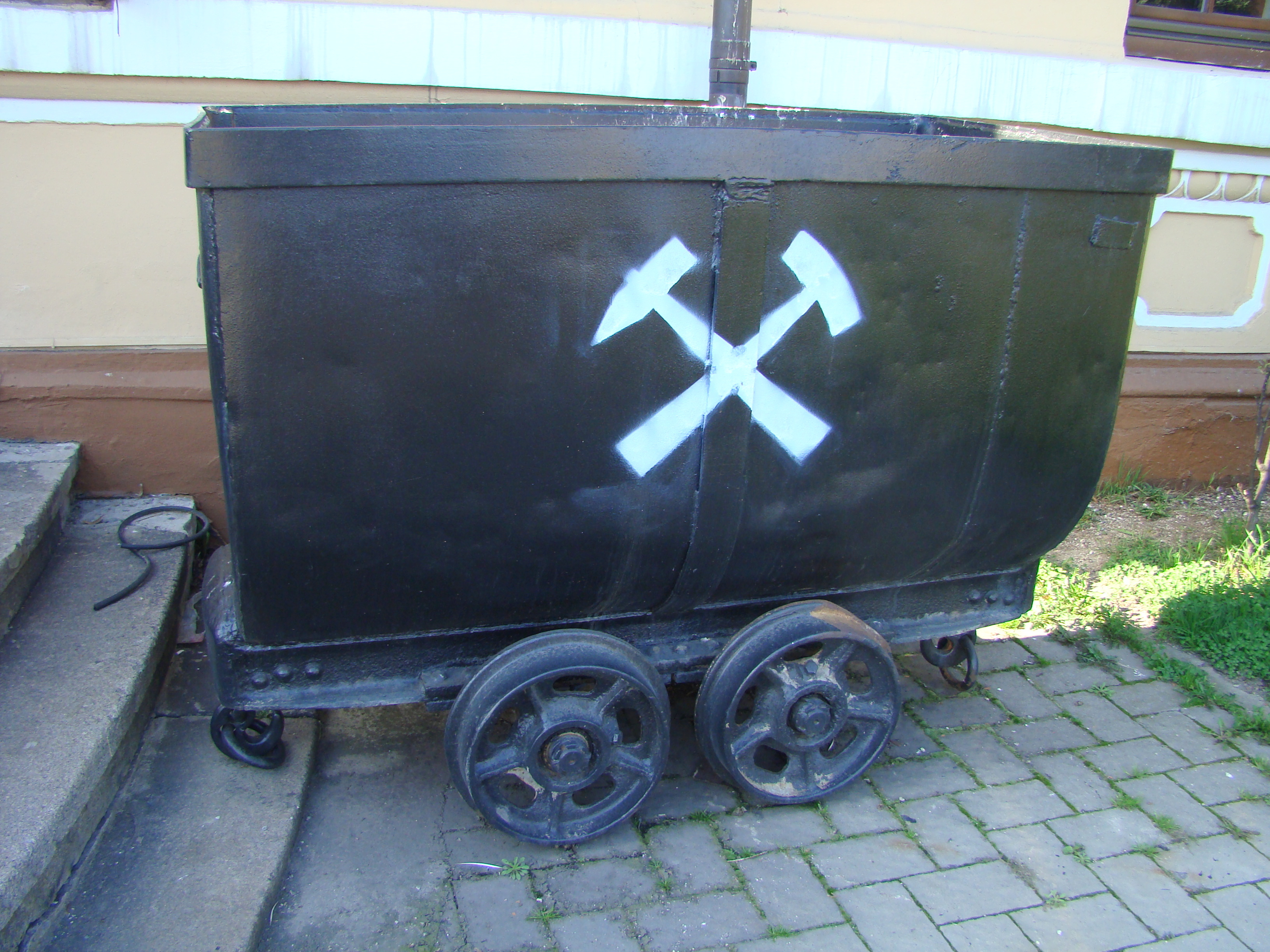
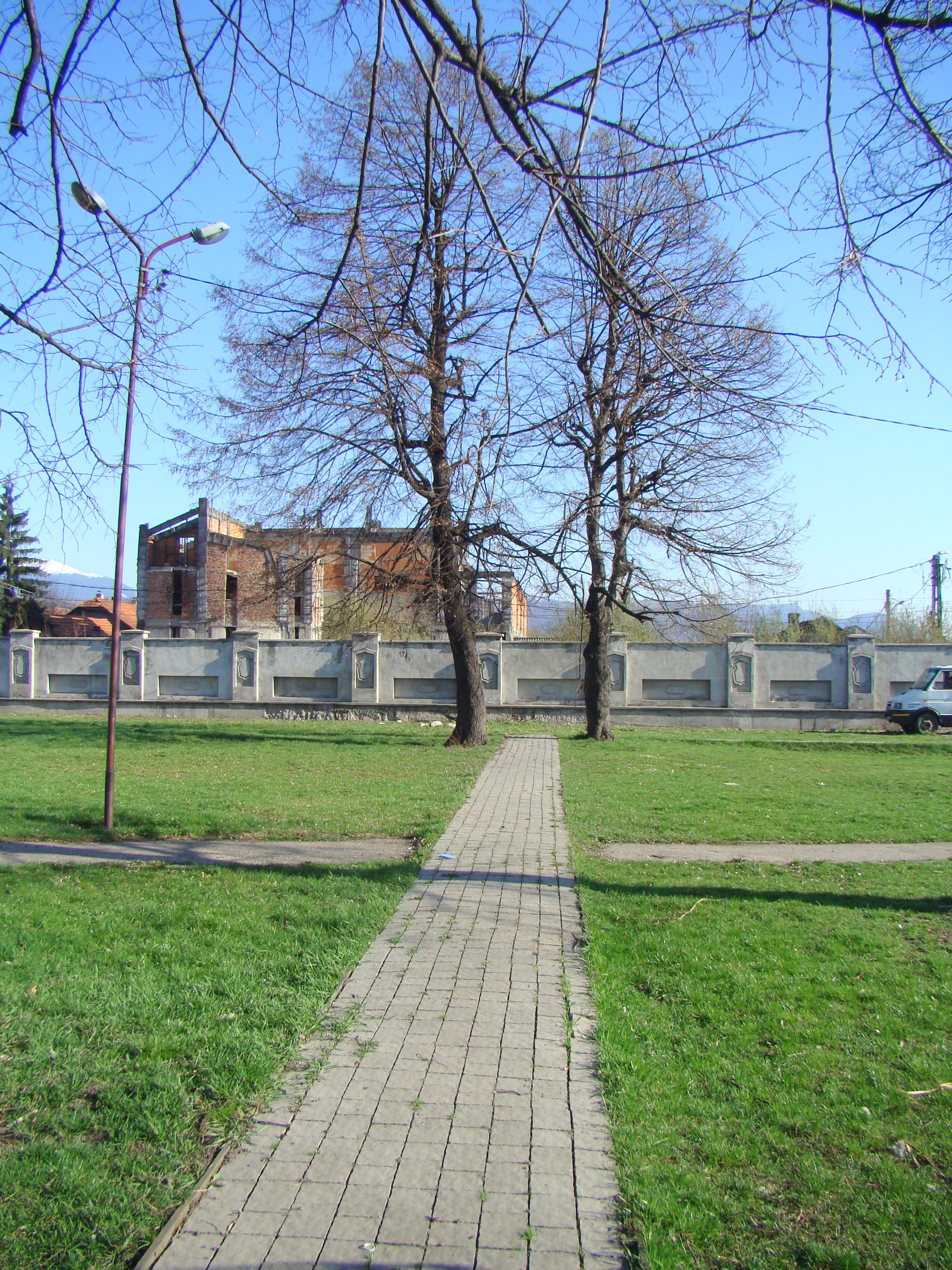
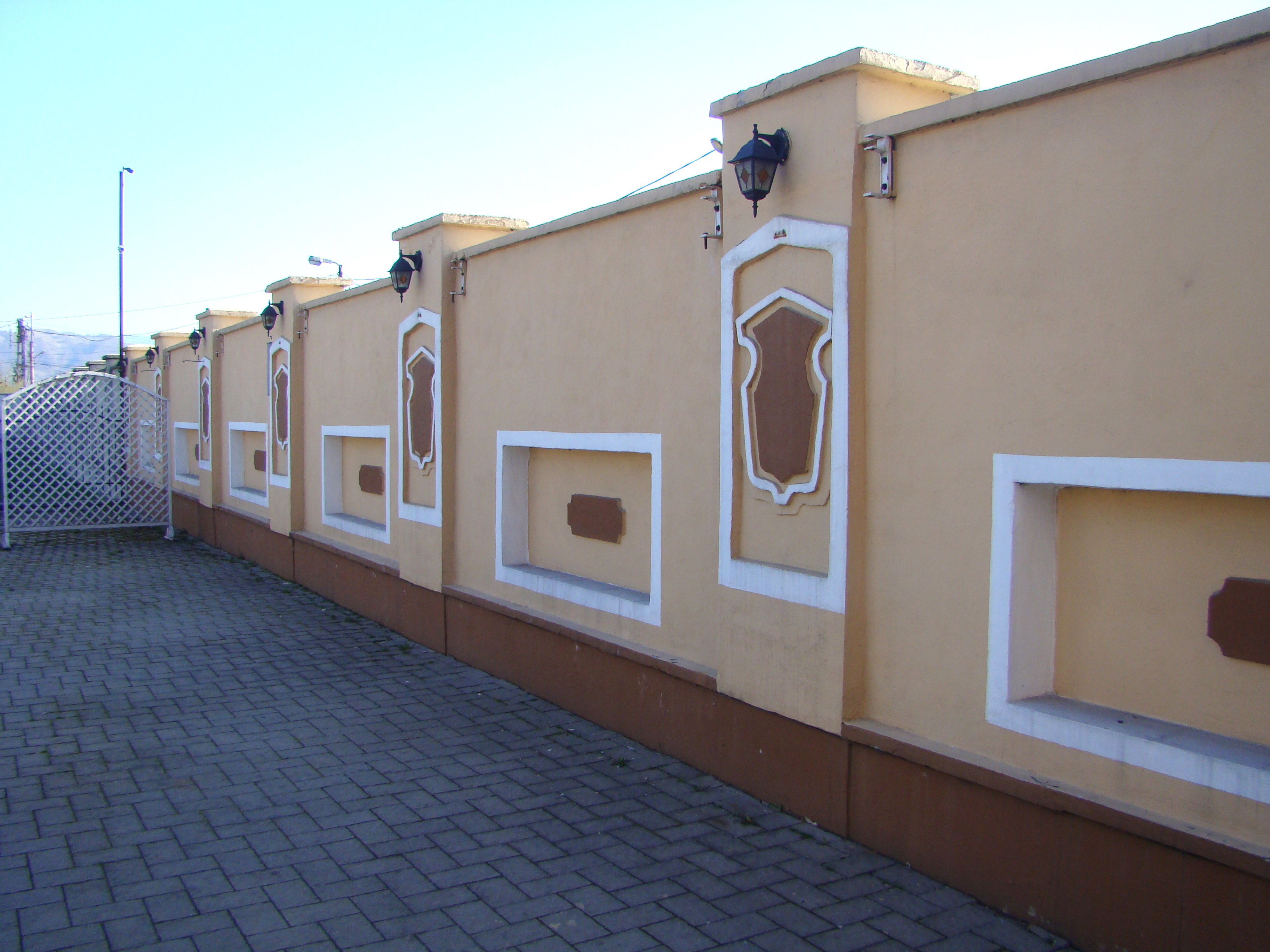
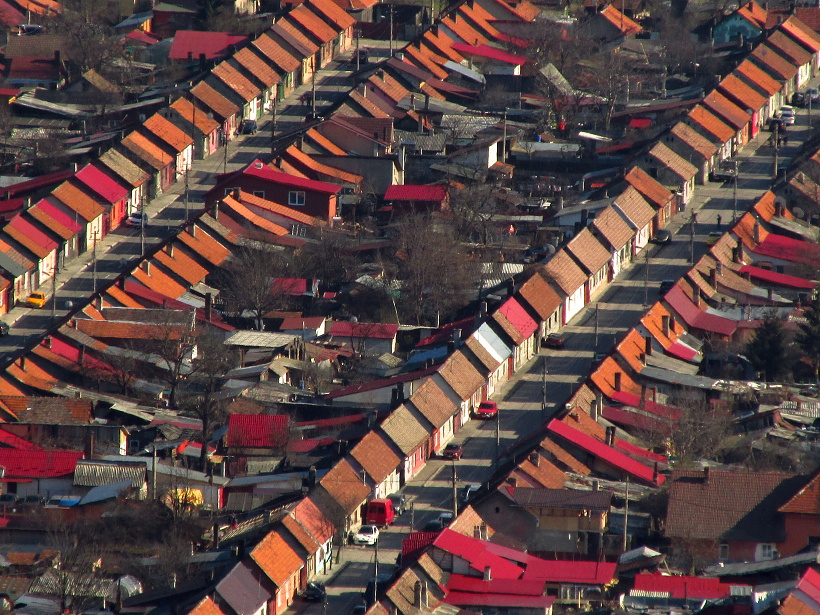
Cartierul de locuințe muncitorești „Colonia” (monument istoric)
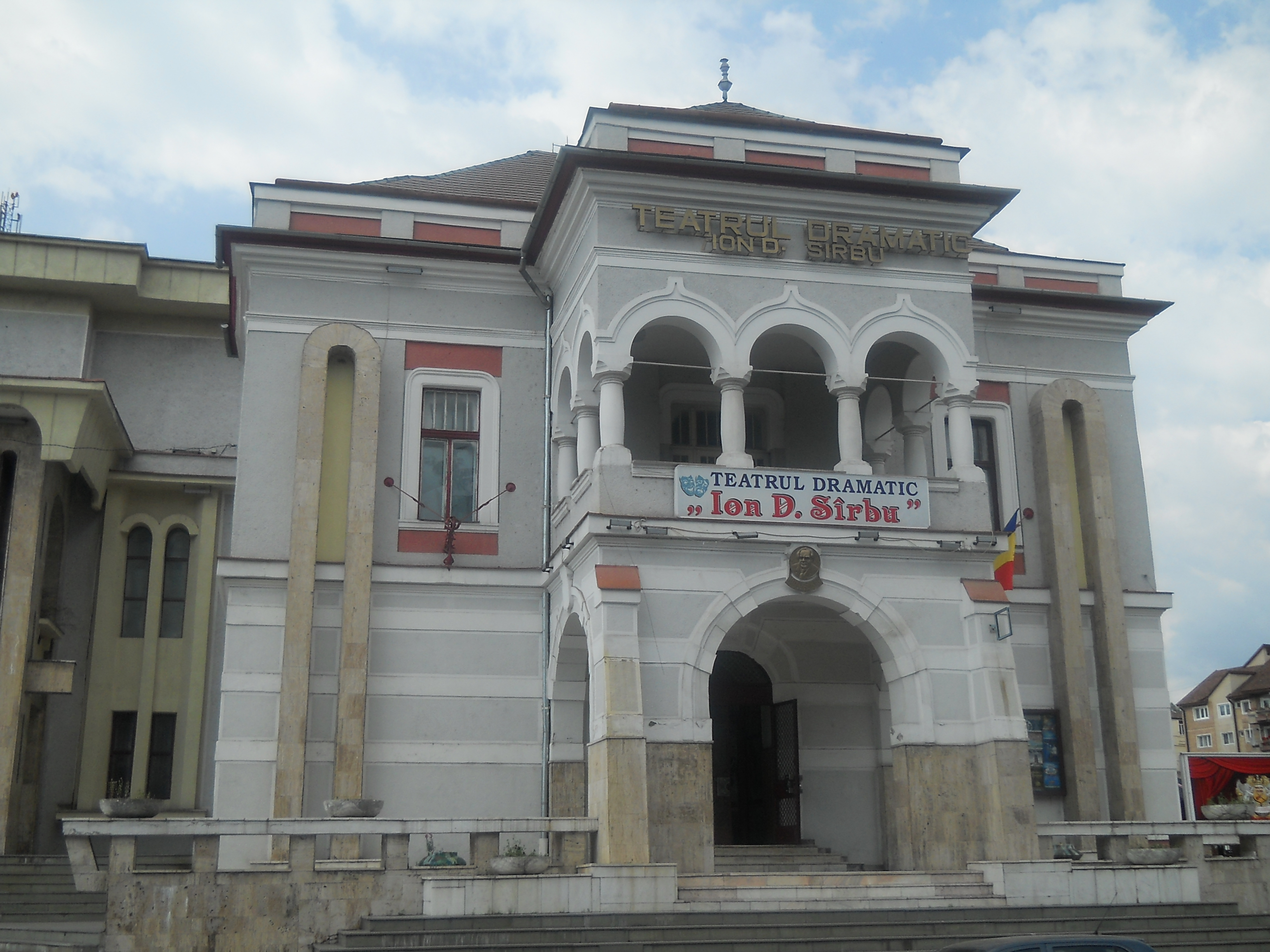
Cazinoul Funcționarilor, azi Teatrul „I. D. Sârbu” (monument istoric)